# UFC Fight Night: Saffiedine vs. Lim
UFC Fight Night: Saffiedine vs. Lim (también conocido como UFC Fight Night 34) fue un evento de artes marciales mixtas celebrado por Ultimate Fighting Championship el 4 de enero de 2014 en el Marina Bay Sands en Marina Bay, Singapur.

## Historia
Este fue el primer evento que la UFC ha celebrado en Singapur. Esta fue la primera tarjeta de Fight Night que no se emitió en directo por la televisión en el mercado de los Estados Unidos. En cambio, el UFC ofreció a los aficionados con sede en América del Norte la opción de verlo a través de una red digital basada en suscripciones.
El evento se esperaba que fuera encabezado por una pelea de peso wélter entre Jake Ellenberger y Tarec Saffiedine. Sin embargo a finales de noviembre, Ellenberger se retiró de la pelea citando una lesión y fue reemplazado por Hyun-gyu Lim. El oponente original de Lim, Kiichi Kunimoto se enfrentó a Luiz Dutra.
Se esperaba que Tatsuya Kawajiri se enfrentara a Hacran Dias en el evento. Sin embargo, Dias se retiró de la pelea alegando una lesión. Kawajiri se enfrentó al recién llegado Sean Soriano.

## Premios extras
Cada peleador recibió un bono de $50,000.
- Pelea de la Noche: Tarec Saffiedine vs. Hyun-gyu Lim
- KO de la Noche: Max Holloway
- Sumisión de la Noche: Russell Doane